# Dark Matter Dimensions
Dark Matter Dimensions es el cuarto álbum completo de la banda sueca de Death metal melódico Scar Symmetry. Es el primer álbum con los nuevos vocalistas Roberth Karlsson y Lars Palmqvist, después de la separación de Christian Älvestam. Fue lanzado el 2 de octubre del 2009 en Europa, y el 20 de octubre de 2009 en América del Norte.
De acuerdo con el baterista y el letrista Henrik Ohlsson, el título Dark Matter Dimensions refiere al "reconocimiento y apreciación por los planetas y dimensiones no vistas, porque sin la existencia de estas fuerzas no vistas nuestro universo físico no sería capaz de existir".
Los críticos señalaron que las vocalizaciones de los recién llegados Karlsson y Palmqvist's no podrían igualar la habilidad de Älvestam's, they did not detract from the album's quality; with BBC Music commenting that they had the "ability to overlap", adding "further depth to the complex, aggressive melodies that Scar Symmetry fans have come to expect". Music videos were created for "Noumenon and Phenomenon", "Ascension Chamber" and "The Iconoclast".

## Track listing
All music written by Jonas Kjellgren and Per Nilsson and arranged by Scar Symmetry
All lyrics written by Henrik Ohlsson

| N.º | Título                                                           | Duración |  |
| 1.  | «The Iconoclast»                                                 | 5:07     |  |
| 2.  | «The Consciousness Eaters»                                       | 4:42     |  |
| 3.  | «Noumenon and Phenomenon»                                        | 4:13     |  |
| 4.  | «Ascension Chamber»                                              | 3:48     |  |
| 5.  | «Mechanical Soul Cybernetics»                                    | 3:27     |  |
| 6.  | «Nonhuman Era»                                                   | 4:45     |  |
| 7.  | «Dark Matter Dimensions»                                         | 4:12     |  |
| 8.  | «Sculptor Void»                                                  | 5:23     |  |
| 9.  | «A Parenthesis in Eternity»                                      | 4:43     |  |
| 10. | «Frequencyshifter»                                               | 3:15     |  |
| 11. | «Radiant Strain»                                                 | 4:15     |  |
| 12. | «Pariah» (Limited Edition Digipak bonus track)                   | 5:22     |  |
| 13. | «The Consciousness Eaters (Edit Version)» (Japanese bonus track) | 3:58     |  |

## Personal
Scar Symmetry
- Roberth Karlsson – growls[7]
- Lars Palmqvist – clean vocals[7]
- Jonas Kjellgren – rhythm and lead guitar, keyboards
- Per Nilsson – lead and rhythm guitar, keyboards
- Kenneth Seil – bass guitar
- Henrik Ohlsson – drums

## Historia de lanzamiento
| Continente    | Fecha de lanzamiento |
| ------------- | -------------------- |
| Europa        | 2 de octubre de 2009 |
| Norte América | 2 de octubre de 2009 |